# Ectypia nigroflava
Ectypia nigroflava là một loài bướm đêm thuộc phân họ Arctiinae, họ Erebidae.